# 旧今井家住宅・美濃史料館
旧今井家住宅・美濃史料館（きゅういかいけじゅうたく・みのしりょうかん）は岐阜県美濃市にある江戸時代中期の町屋建物であり、博物館である。
美濃市の社会教育系施設であり、美濃市が直接運営する。

## 概要
美濃市美濃町伝統的建造物群保存地区を構成する建物の一つであり、市内最大規模の商家である。1994年（平成6年）3月29日に「旧今井家住宅」の名称で美濃市指定有形文化財（建造物）に指定されている。今井家は美濃和紙の和紙問屋や庄屋を務めていた。
主屋は江戸時代中期に建てられた木造2階建の切妻造、桟瓦葺、平入の建物である。桁行12間、梁間8間、屋根両脇にはうだつがある。建坪は96坪（316.8m2）、延床面積は478.5m2。
母屋の奥には中庭と蔵などがある。中庭には日本の音風景100選に選定された水琴窟がある。
建物は主屋の他、土蔵が4棟、茶室、鎮守社などの7棟からなり、これらを合わせた延床面積は1,007.22m2。
建物は整備され、1990年（平成2年）に美濃市の史料を展示する旧今井家住宅・美濃史料館として開館。歴史、民俗、生活上重要な資料を展示する郷土史料館として、美濃市の歴史・文化、建造物に関する史料を展示する。展示は主屋（旧今井家住宅）以外に4つの土蔵で行われており、歴史、民俗、生活上重要な資料を展示する「美濃史料館」（最も大きな土蔵を使用）、うだつについて展示する「うだつ蔵」、美濃市の郷土芸能の美濃流し仁輪加について展示する「にわか蔵」、各種催し物などに使用される「催しもの蔵」となっている。

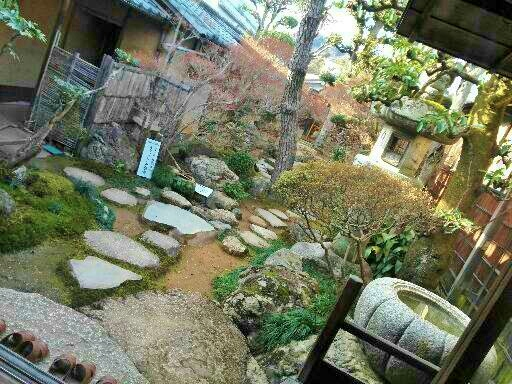
水琴窟と茶室がある旧今井家住宅の中庭

## 利用案内
- 開館時間：
  - 9:00 - 16:30（4月1日 - 9月30日）[6]
  - 9:00 - 16:00（10月1日 - 3月31日）[6]
- 休館日：12月から2月の火曜日、祝日の翌日（12月から2月の火曜日が祝日に当るときは、その翌日）、年末年始（12月29日 - 1月3日）[6]
- 入館料：大人（高校生以上）300円[5]

## 交通アクセス

### 公共交通機関
- 長良川鉄道越美南線梅山駅下車、徒歩約8分。
- 長良川鉄道越美南線美濃市駅下車、徒歩約15分。
- 岐阜バス牧谷線、岐阜美濃線「うだつの町並み通り」バス停下車、徒歩約3分。

## 周辺施設
- 美濃市美濃町伝統的建造物群保存地区
  - 小坂家住宅（国指定重要文化財）
  - 美濃和紙あかりアート館
  - 町並みギャラリー山田家住宅
- 小倉公園
- 美濃市図書館
- 岐阜県立武義高等学校
- 美濃市立美濃小学校
- 十六銀行美濃支店
- 大垣共立銀行美濃支店